# Fusarium tricinctum
Espèce
Fusarium tricintum est une espèce de champignons parasites de plantes.
Comme tous les Fusarium il s'agit de la forme de reproduction asexuée d'un ascomycète : Gibberella tricincta.